# Diamantgewelf

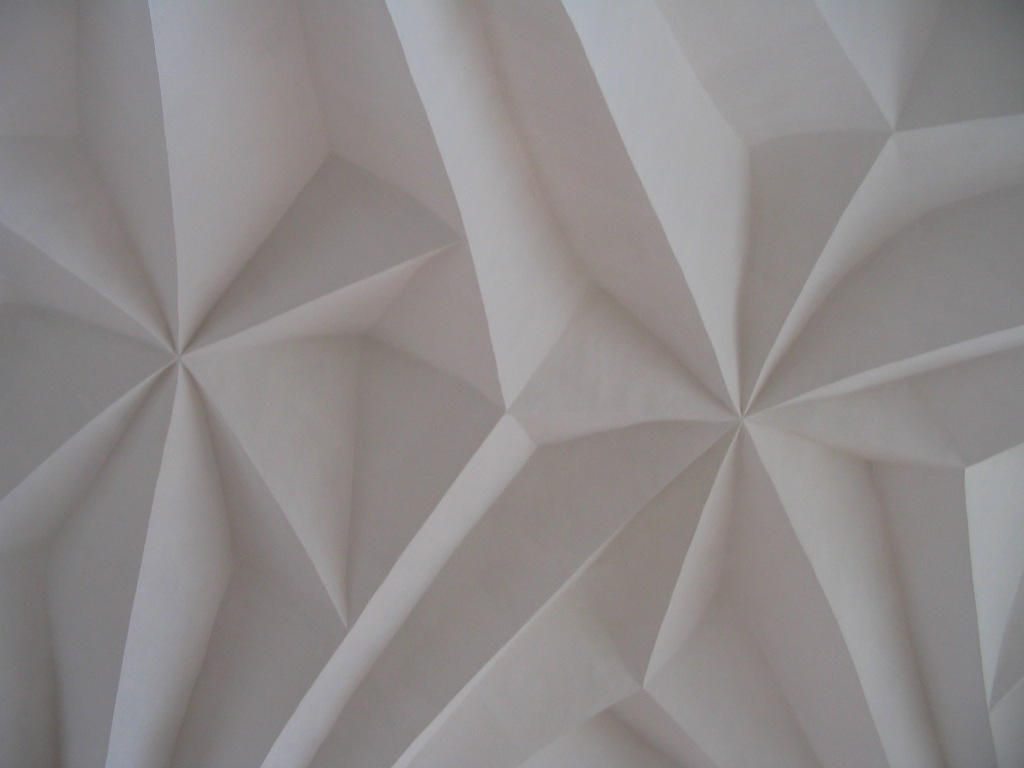
Gewelf van Albrechtsburg

Een diamantgewelf is een vorm van gewelf dat werd toegepast in de late gotiek en de renaissancestijl, die gebaseerd is op een uitgebreid systeem van holle gewelven op een manier die op diamanten lijkt. Het werd veel gebruikt in vooral Centraal-Europese landen.
Diamantgewelven zijn concave-convexe plafonds die zo complex zijn dat ze, zoals hun naam al doet vermoeden, de facetten van een geslepen juweel lijken te hebben. Ze verschenen voor het eerst in 1471 in het paleis van de Albrechtsburg in Meissen (Duitsland) en werden gedurende bijna een eeuw toegepast in een gebied dat zich uitstrekte van Gdańsk aan de Oostzee tot Bechyně in Zuid-Bohemen (het huidige Tsjechië). Vanuit historisch perspectief tonen diamantgewelven de aanhoudende vitaliteit van de gotische architectuur in Centraal-Europa, op een moment dat de herontdekking van het klassieke verleden in Renaissance Italië de manier van bouwen aan het veranderen was. Architectonisch bieden ze een aantal van indrukwekkende voorbeelden van geometrische experimenten en veelzijdigheid in zowel seculiere als heilige plaatsen. Het ontwerp van diamantgewelven bracht met zich mee een begrip van hoe het hele interieur is vormgegeven door middel van een correlatie van diens geometrie, ruimtelijke compositie en ondersteunend systeem. De gewelven hebben visueel de mogelijkheid interieurs te integreren of te compartimenteren, om ze te laten lijken uitbreiden door middel van een naadloze recessie of ze te verminderen door de aanwezigheid van claustrofobische, zwaar projecterende ruggen. 
Ze kunnen een element van speelse onregelmatigheid toevoegen aan symmetrische ruimten of omgekeerd kunnen ze vreemd gevormde interieurs harmoniseren. Hun plasticiteit wordt versterkt door de contrasterende spel van licht en donker over hun oppervlakken. Diamantgewelven behoren tot de meest originele, maar minder bekende, creaties van de middeleeuwse architectuur.

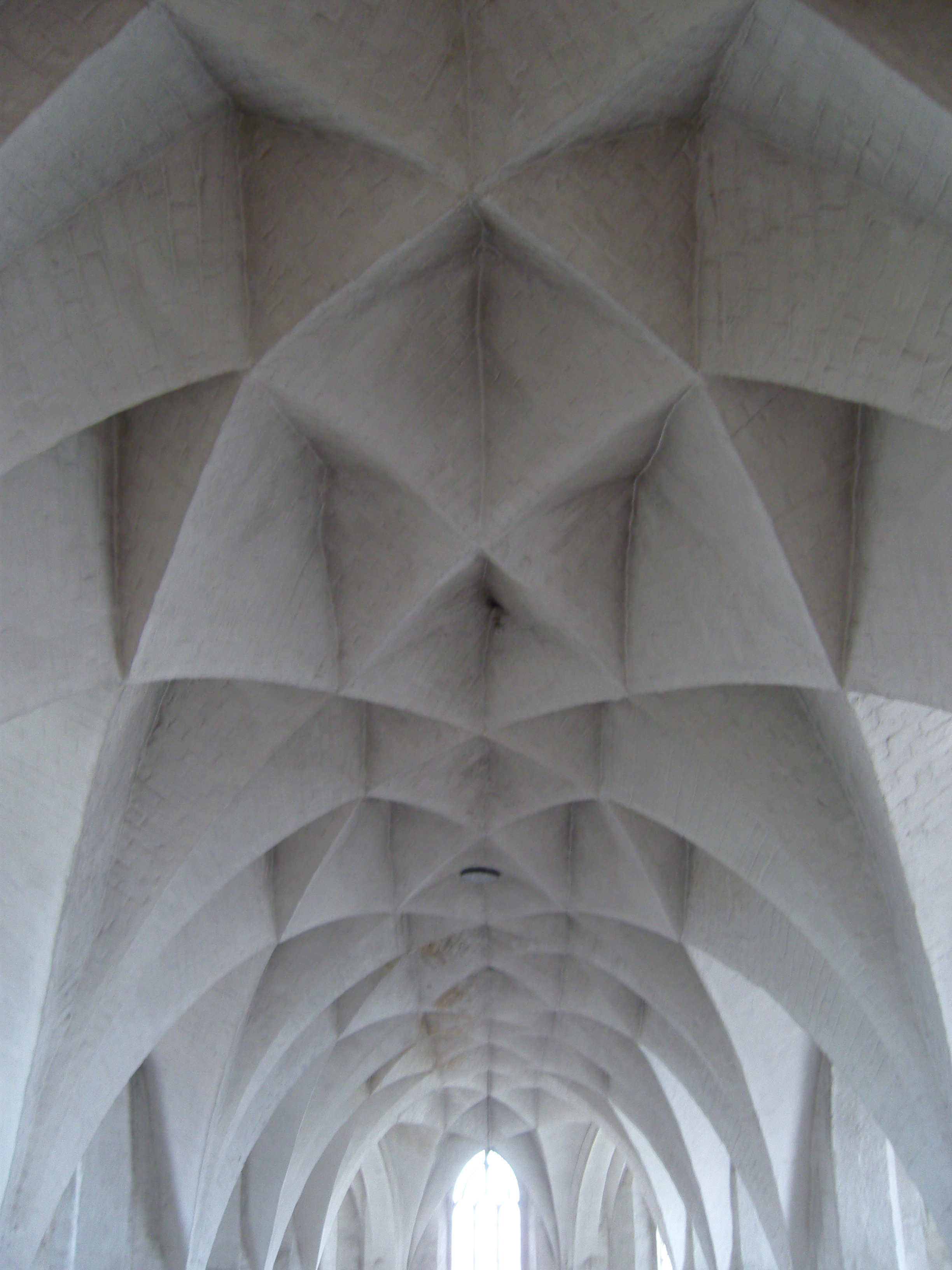
Peter-und-Paul-Kirche in het Duitse Senftenberg
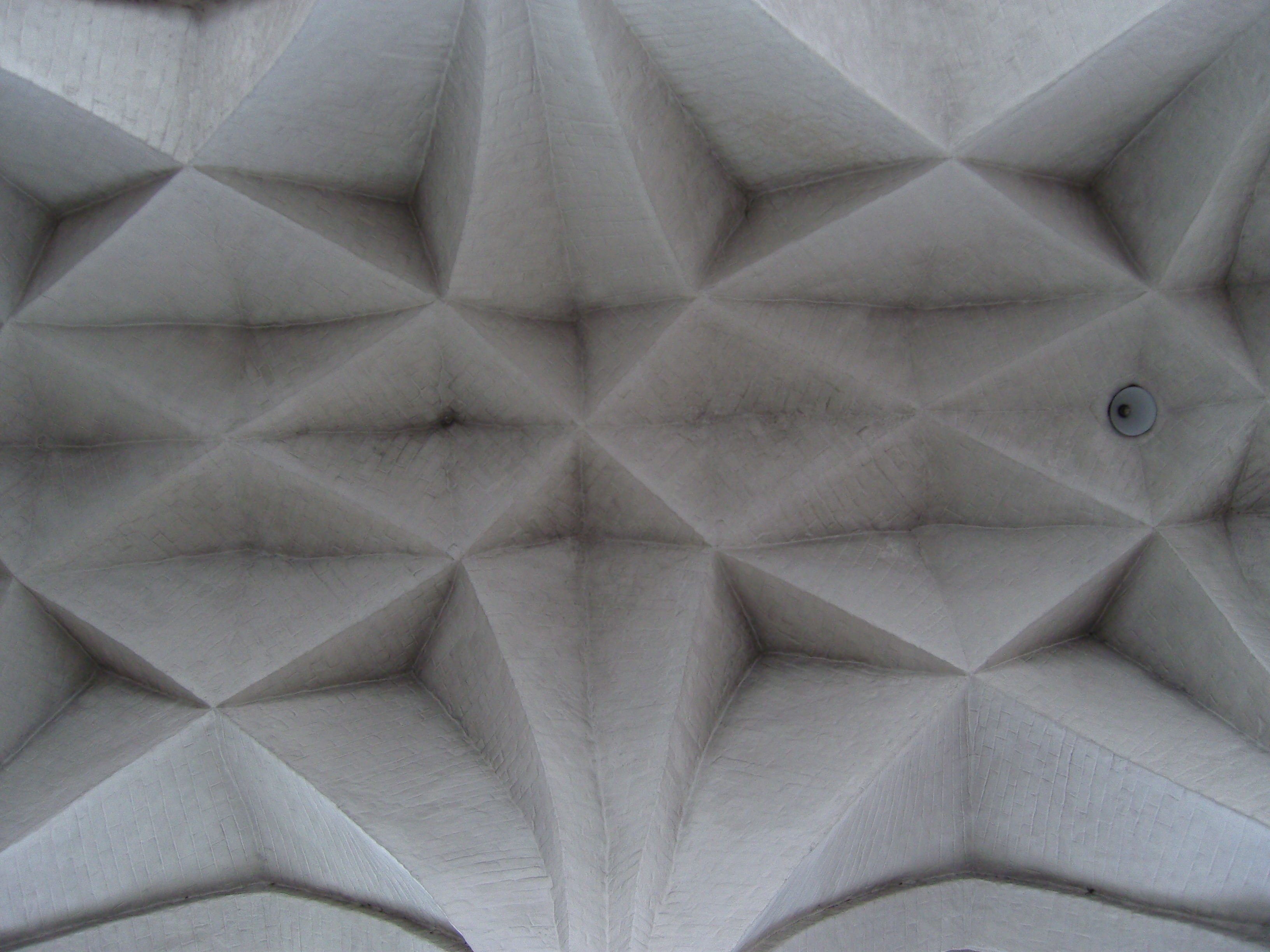
Peter-und-Paul-Kirche in het Duitse Senftenberg
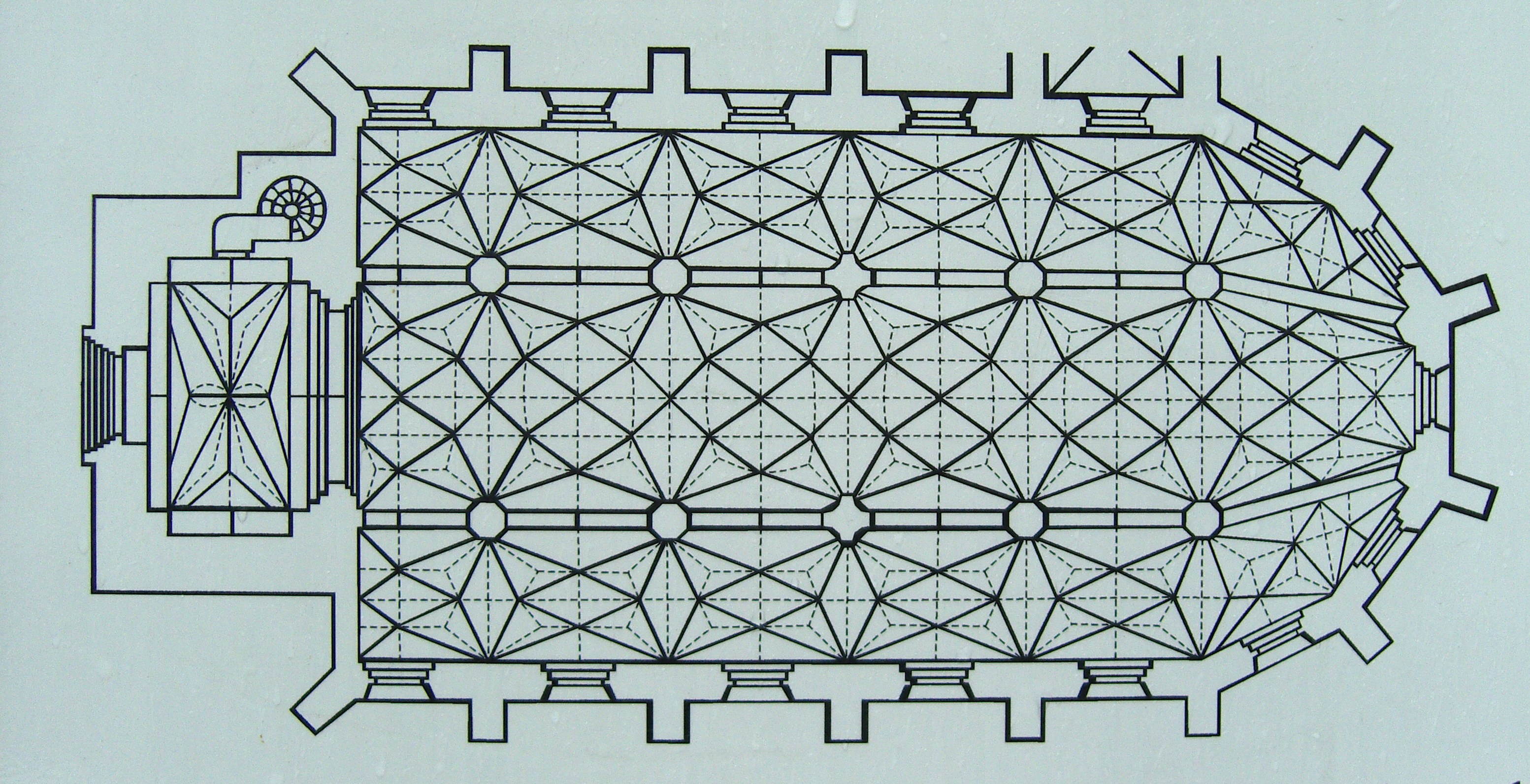
Grondplan Peter-und-Paul-Kirche
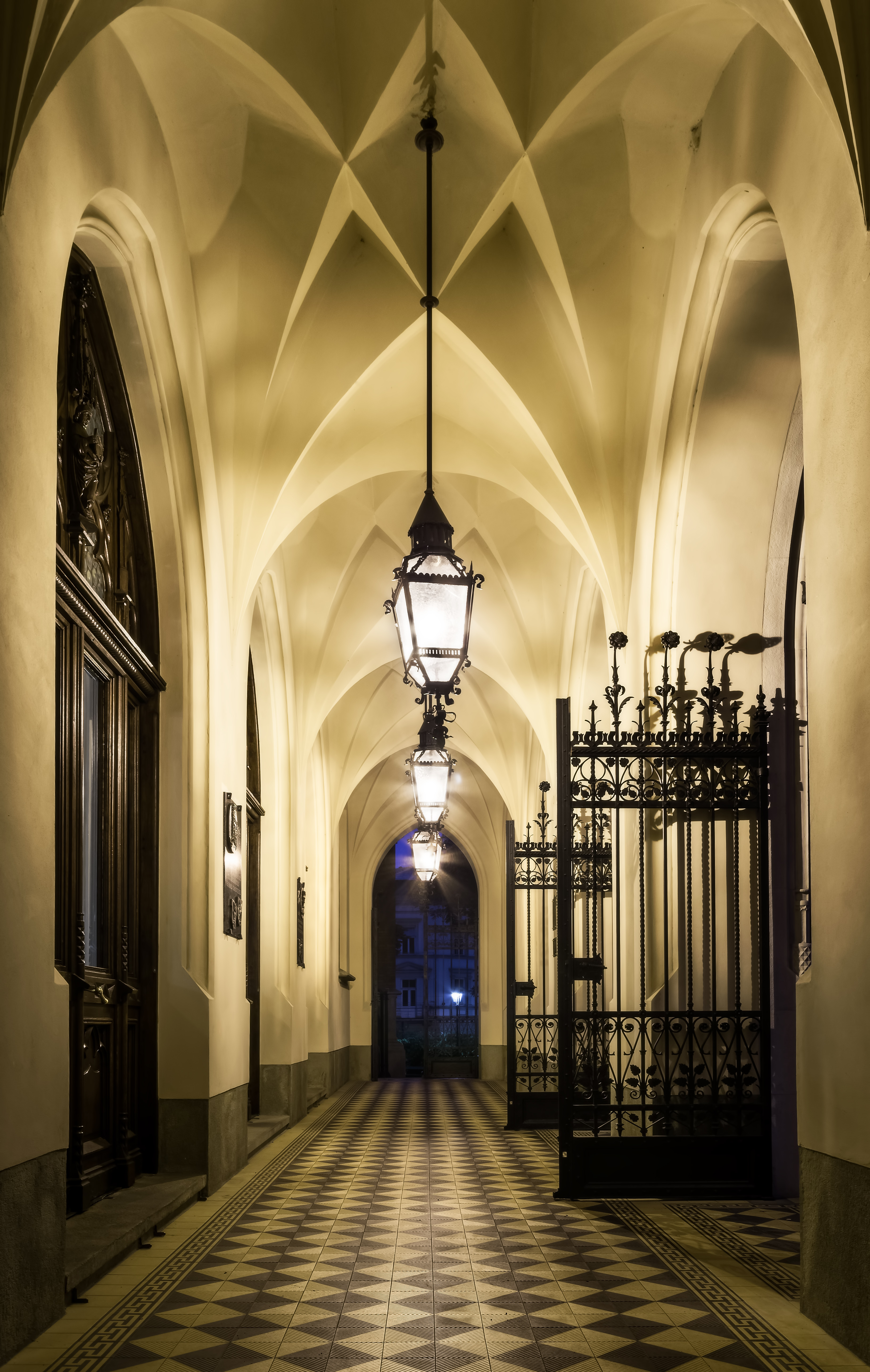
Universiteitsgebouw in het Poolse Krakau